# S dnjom rozjdenija!
S dnjom rozjdenija! (russisk: С днём рождения!) er en russisk spillefilm fra 1998 af Larisa Sadilova.

## Medvirkende
- Patrick Baehr som Kai Leist
- Gulja Stoljarova
- Irina Prosjina
- Jevgenija Turkina
- Ljuba Starkova